# (35522) 1998 FY62
1998 FY62 (asteroide 35522) é um asteroide da cintura principal. Possui uma excentricidade de 0.05688490 e uma inclinação de 13.88261º.
Este asteroide foi descoberto no dia 20 de março de 1998 por LINEAR em Socorro.